# 米列里纳
米列里纳（義大利語：Miglierina），是意大利卡坦扎罗省的一个市镇。总面积13平方公里，人口817人，人口密度62.8人/平方公里（2009年）。ISTAT代码为079077。